# Орцивеккі
Орцивеккі (італ. Orzivecchi) — муніципалітет в Італії, у регіоні Ломбардія, провінція Брешія.
Орцивеккі розташоване на відстані близько 450 км на північний захід від Рима, 65 км на схід від Мілана, 24 км на південний захід від Брешії.
Населення — 2524 особи (2014).

## Демографія
Населення за роками:

Станом на 1 січня 2023 року в муніципалітеті офіційно проживало 255 іноземців з 18 країн, серед них 24 громадяни країн Євросоюзу та 5 громадян України.

## Сусідні муніципалітети
- Комеццано-Чиццаго
- Орцинуові
- Помп'яно
- Роккафранка